# Charles Wilmot, 1:e viscount Wilmot
Charles Wilmot, 1:e viscount Wilmot, född omkring 1570, död 1644, var en irländsk ädling. Han var far till Henry Wilmot, 1:e earl av Rochester. 
Wilmot var från 1616 till sin död president i Connaught och låg under Wentworths lordlöjtnantstid i skarp konflikt med denne.